# Гуралі
Гуралі́, Ґуралі (горалі́, татрські горяни, пол. Górale; словац. Gorali; цеш. Gorole) — горяни Татр, етнографічна (етнокультурна) група,

## Територія проживання і чисельність
Гуралі (горалі) це група місцевого населення на півдні Польщі, півночі Словаччини та в регіоні Цешинська Сілезія в Чехії. Живуть у Карпатах на захід від української (лемківської) етнічної території. Невеликі діаспори гуралів є також на Буковині в Україні, на півночі Румунії і в Чикаго (США).
У Польщі гуралі живуть у гірських районах Підгалля у Татрах і частково у Живці (Живецьких Бескидах) та Сілезії у Бескидах (Малопольське і Сілезьке воєводства).
У Словаччині вони живуть 4 окремими групами: на півночі Спишу (34 селища, розділених на дві групи), Ораві і Кісуце (2 селища) і менші групи в 7 інших селах-анклавах на півночі Словаччини на Пряшівщині (Пряшівський) і Жилінському краї.
На північному сході Чехії (регіон Тешинська Сілезія у Моравсько-Сілезьких Бескидах) гуралі живуть в округах Фрідек-Містек, Опава й Брунталь Моравсько-Сілезького краю.
Оскільки в переписах населення гуралі окремо не обраховуються, судити про їх чисельність складно — оціночно від 0,5 до 2 млн осіб.

## Мова і релігія
Загальновизнаним є той факт, що гуралі розмовляють діалектами польської мови — говорами малопольського діалекту в Малопольскому воєводстві Польщі і в Словаччині та говорами сілезького діалекту в Сілезькому та Опольському воєводствах Польщі та у Чехії.

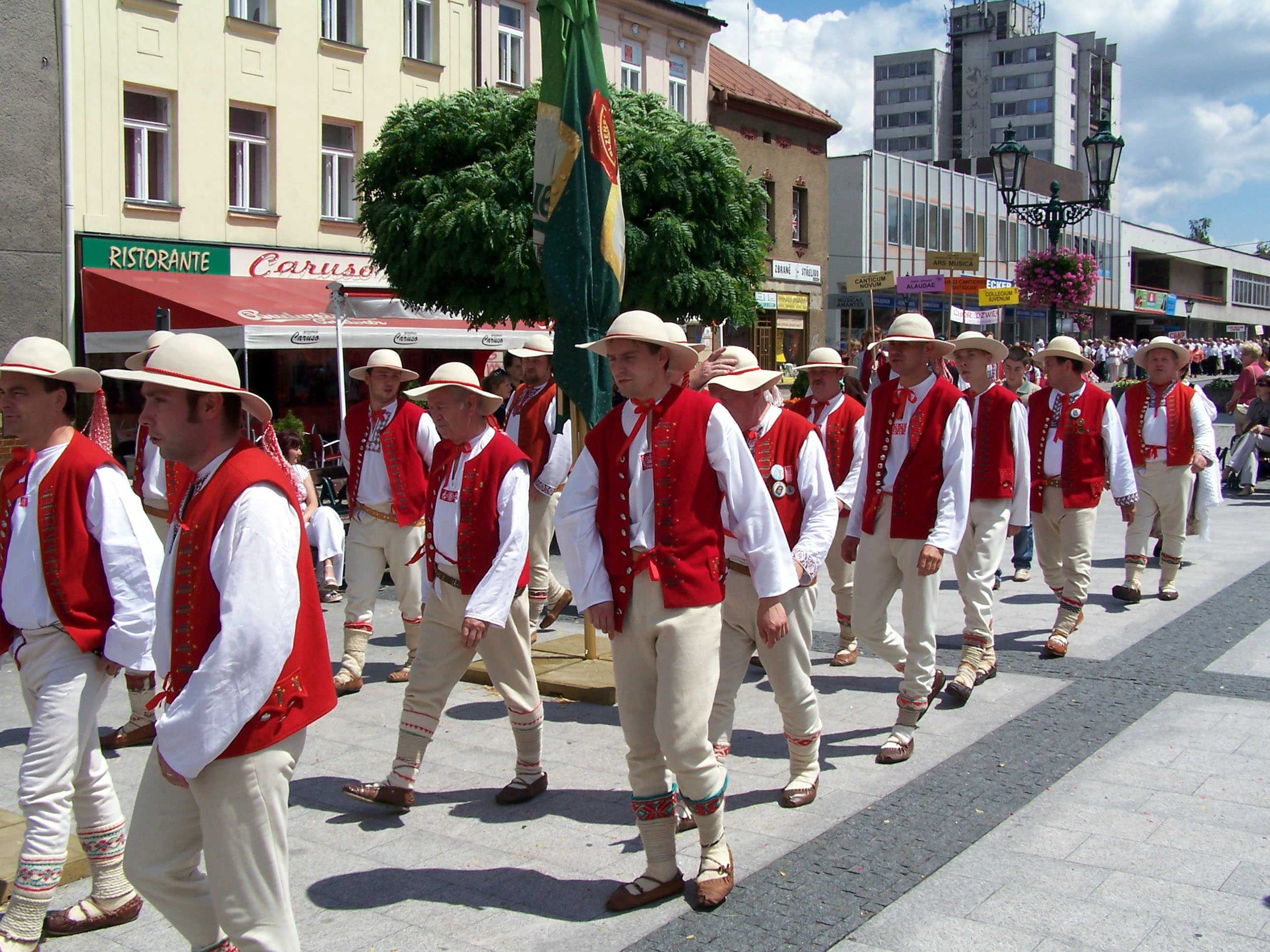
Гуральський чоловічий хор з чеського Яблункова на святі в Карвині (2007)

Вважають, що діалекти гуралів походять з праслов'янської мови зі Східної Ляхії (історичної польської області) з деяким словацьким впливом (протягом останніх століть). Крім польської основи, гуральські говірки мають специфічну лексику, зокрема, містять слова волоського походження.
Типові гуральські слова, як наприклад magura (гора/пагорб) — vatra (багаття, порівняйте українське закарпатське діалектне ватра), що є іллірийського та дако-румунського походження, і які є в сучасному вжитку в албанській та румунській мовах, зараз зустрічаються в польських топонімах на плоскогір'ях, заселених гуралями.
Серед гуралів поширеними явищами є білінгвізм і полілінгвізм: розповсюджені літературні польська, словацька, чеська мови.
За віросповіданням гуралі переважно католики, є також протестанти (здебільшого євангелісти).

## Походження та історія, різні погляди на гуралів

### Походження, історія та самоідентичність гуралів
У сучасній етнографії, в тому числі і польській, встановилася традиція розглядати гуралів як субетнос поляків, іноді навіть як етнографічну (етно-культурну) групу горян поляків-малополян (малополяків). Втім гуралі мають ряд специфічних рис, як у мові, так і в побуті й культурі, пов'язаних, перш за все, з їх походженням та історичним розвитком.
Існує декілька гіпотез щодо походження гуралів. Землі гуралів були заселені протягом XII—XVIII століть. За однією з версій, — в основному вихідцями з передгір'я та рівнинних районів південної Польщі, що активно змішувалися з прийшлими волохами і словаками.
За іншою гіпотезою гуралі — переважно нащадки волохів, які заселили цю частину Карпат в проміжку між XIV—XVII століттями, що вже потім зазнали польського впливу. Адже дослідження (аналізи черепів), що проводились польськими антропологами в 1960-х роках засвідчили, що люди, яким вони належали, були здебільшого балканського походження.
Більшість поселень гуралів закладено на основі волоського права в XVI столітті. Гуралі історично волелюбний і непокірний народ. У XVI — поч. XIX століттях територія проживання гуралів — район, де розгортався і діяв рух опришків проти феодального покріпачення шляхтою. У 1772—1918 роках гуральські землі входили до складу Австрійської (з 1867 — Австро-Угорської) імперії.
Гуралі усвідомлюють себе не етнічно, а територіально, навіть єдності ані географічної, ні національно-культурної не являють. Однак польські гуралі під час Другої світової війни за німецької окупації Польщі (1939—1945, Генеральна губернія) в порівнянні з рештою поляків відособлювалися окупаційними владами й користалися з деяких преференцій.
Сучасні гуралі, що живуть в областях з довгою традицією приналежності до польської держави, самоідентифікують себе як поляки, а гуральське населення Словаччини і Чехії вважає себе відповідно словаками і чехами, з деякими винятками з правила по обидва боки кордону.

### Погляд на гуралів у Польщі

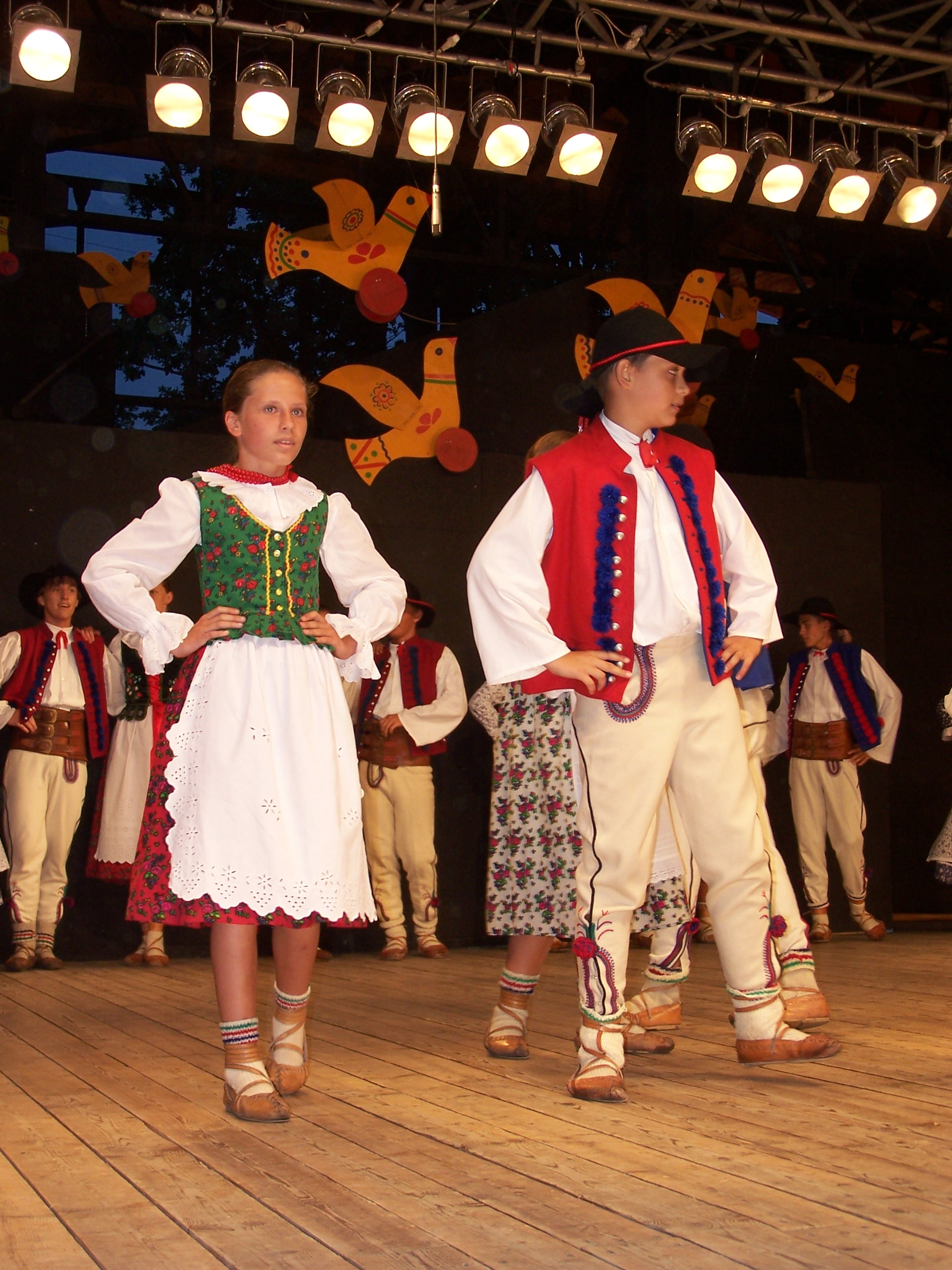
Молоді живецькі гуралі, Польща

Польська етнографія розглядає гуралів виключно як етнокультурні групи малополяків (одна з етнографічних груп польського народу): подгаляни (підгаляни, гуралі Подгаля), живецькі гуралі (гуралі Живця), оравці, спішаки, баб'єгорці, бескидці, пенінці, сондетці (судецькі гуралі), загорці, віслянці, яблоньківці (яблонківські гуралі) тощо.
Оскільки польське слово гуралі́ (пол. Górale) взагалі означає «горяни, горці», то в польській літературі існує й ширше трактування терміну гуралі, як назагал усіх горян Карпат. За таким поділом гуралів до них належать:
- живецькі гуралі (гуралі Живця) (пол. górale żywieccy)
- подгальські гуралі (гуралі Подгалє) (пол. górale podhalańscy)
- цешинські гуралі (гуралі Цешинської Сілезії)
- моравські волохи
- гуцули (Україна, Румунія)
- лемки (Україна, Словаччина, Польща)
- бойки (Україна, Польща, Словаччина)

і таким чином сюди потрапляють і етнографічні й субетнічні групи інших (крім поляків) народів, скажімо карпатські румуни, включно також з українцями Карпат, в тому числі і ті, що територіально проживають в Україні.

### Гуралі Чехії та Словаччини
Якщо сучасні словацькі і чеські вчені визнають за гуральською говіркою її походження як діалекту польської мови, яка втім останнім часом у Словаччині та Чехії поступово набирає рис пануючих у цих країнах мов титульних націй, то щодо етнічної приналежності гуралів Чехії та Словаччини немає ясності — хоча чеських гуралів Заолжя (сілезькі горалі-горяни) і вважають поляками, про реальну картину можна судити з даних переписів населення, які свідчать, що в жодному з міст і сіл Заолжя поляки не є більшістю і місцеві гуралі вважають себе чехами. Наприклад, у традиційному гуральському селі Грчава (одне з двох найсхідніших сіл Чеської Республіки) поляки складають тільки 2 % від загального населення. У щоденному житті чеські гуралі продовжують розмовляти говіркою Тешинської Сілезії.

### Гуралі України
Гуралі переселилися до Буковини на початку ХІХ століття з району міста Чадця (Словаччина, на кордоні з Чехією та Польщею), за назвою міста їх називають чадецькими гуралями. Більшість була виселена у Польщу після Другої світової війни, але частина залишилася, зокрема, у селах Стара Красношора та Нижні Петрівці.

## Традиційні заняття і культура гуралів

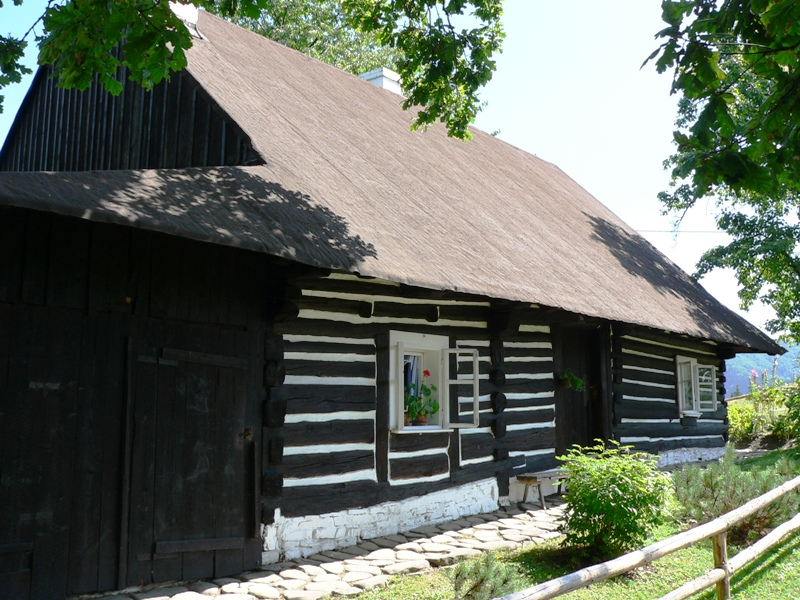
Традиційна гуральська дерев'яна хата (drzewiónka) в Тешинських Бескидах, Польща

Традиційними заняттями татрських горян (гуралів), як і в цілому в Карпатах, є відгінне скотарство, заготівля, переробка і сплав деревини та суміжні ремесла — різьбярство на дереві, бондарство тощо, також виробництво сирів. У сучасних умовах в районах проживання гуралів активно розвивається туристична галузь, як екологічний зелений туризм, так і гірськолижний (наприклад, всесвітньо відомий гірськолижний курорт Закопане), що дає додаткові робочі місця в тому числі і місцевим жителям.

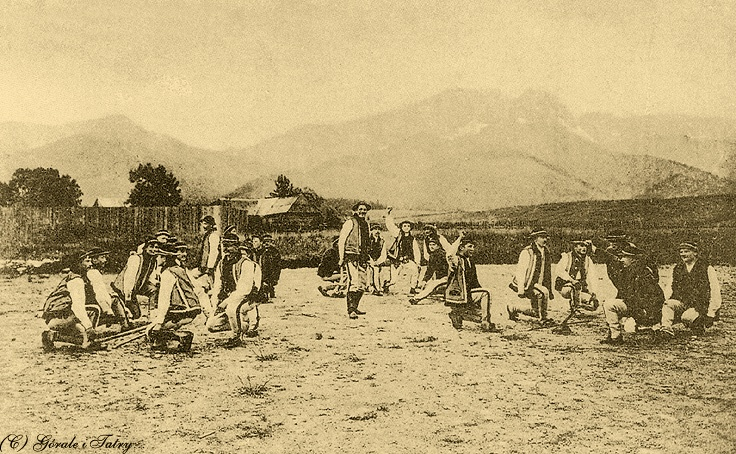
Гуральський танок, Татри, кін. XIX — поч. ХХ ст.

Риси народної матеріальної культури гуралів обумовлені проживанням у го́рах і традиційними заняттями, й у цілому є схожими на подібні в українських гуцулів і лемків. Так, традиційним гуральським житлом є зрубна будівля, часто не білена, вкрита ґонтом, соломою або драницями (хижа, хата, польс. халупа) з фасадом у вигляді галереї. Традиційна кухня включає різноманітні молочні продукти, зокрема сири (бринза, словац. oštiepok), каші, страви з картоплі, ячного та вівсяного борошна. Народний одяг гуралів близький до гуцульського — хутряні й суконні безрукавки (кептарі), суконні чоловічі штани, шкіряні постоли, суконні черевики й чоботи (папу́чі). Часто одяг оздоблений яскравим шиттям. Обов'язковими атрибутами чоловічого традиційного костюму раніше були топірець-бартка і круглий капелюх.
У гуралів багата духовна культура. В усному фольклорі поширені легенди і перекази про опришків, зокрема про їхнього ватажка Яносіка (Яношик по-польськи), близькі за мотивами і сюжетами українським оповідкам про Довбуша та розбійницькі пісні.
Гуральську музичну культуру визначає оригінальність, помітними рисами якої є архаїчність, в тому числі й в музичних інструментах (волинка, традиційні скрипка і бас) і достатньо високі музичні темпи. Були поширені музичні ансамблі (гуральські капели), що зазвичай грали на весіллях і на календарні свята.
Своєрідними є танці гуралів. Як і в південних слов'ян, і взагалі на Балканах, найпоширенішим є коло. Парний танок, також по колу, як і в гуцулів, виконують у дуже високому темпі, який до того ж підвищується протягом танцю. Особливий чоловічий танець навприсядки з бартками.
У сучасній Польщі мистецтво гуралів є доволі популярним. Існують гуральські культурні товариства, проводяться численні свята і фестивалі народної культури гуралів.

## Виноски
1. ↑  Закопане, Канари, Варшава [Архівовано 2 вересня 2017 у Wayback Machine.] Польське радіо
2. ↑  Ґураль
3. ↑  Hannan K. Borders of Language and Identity in Teschen Silesia, New York: Peter Lang, 1996 ISBN 0-8204-3365-9
4. ↑  Народы мира. Историко-этнографический справочник., М.:"Советская энциклопедия", 1988, стор. 368—369
5. ↑  Архівована копія. Архів оригіналу за 16 квітня 2015. Процитовано 16 квітня 2015.{{cite web}}:  Обслуговування CS1: Сторінки з текстом «archived copy» як значення параметру title (посилання)
6. ↑  дивіться роботи словацького лінгвіста Катаріни Кришшакової (Katarína Kriššákova).
7. ↑  Історія гуральського краю (англ.). Архів оригіналу за 6 липня 2007. Процитовано 17 травня 2008.
8. ↑  Перепис населення Чеської Республіки (2001 рік) — Грчава. Архів оригіналу за 6 лютого 2012. Процитовано 17 травня 2008.
9. ↑  Український журнал 4/2008 Словацькі (чи польські?) ґуралі в Україні. Архів оригіналу за 2 вересня 2017. Процитовано 1 вересня 2017.
10. ↑  Країна чадецьких ґуралів. Архів оригіналу за 27 червня 2017. Процитовано 1 вересня 2017.